# The Butterfly Man (film 1920)
The Butterfly Man è un film muto del 1920 diretto da Ida May Park e da Louis J. Gasnier, produttore e supervisore del film. La regista firmò anche la sceneggiatura che si basava sull'omonimo romanzo di George Barr McCutcheon, pubblicato a New York nel 1910.

## Trama

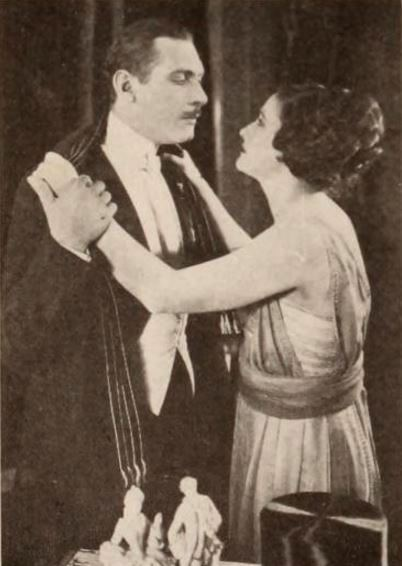
Lew Cody e un'attrice non identificata

Sedgewick Blynn, affascinante gigolò senza un soldo, idolo di ogni donna e invidia di ogni uomo, è determinato a fare un ricco matrimonio. Quando, una sera, salva un bambino da un incendio, il suo gesto lo porta a essere considerato un eroe e gli permette la conquista di Bessie Morgan, una giovane ereditiera che, sedotta dall'alone di eroismo che lo circonda, promette di sposarlo. Il padre di lei però, riesce a sventare la loro fuga d'amore e il matrimonio va in fumo. Quando poi Sedgewick riceve la notizia della morte di sua madre, l'uomo si mette a fare un bilancio della propria vita, giungendo alla conclusione di averla sprecata.

## Produzione
Il film fu prodotto dalla Louis J. Gasnier Productions, presentato con la dicitura A Lew Cody Special.

## Distribuzione
Distribuito dalla Robertson-Cole Distributing Corporation, il film uscì nelle sale statunitensi il 18 aprile 1920.
Non si conoscono copie ancora esistenti della pellicola che viene considerata presumibilmente perduta.